# Yang Li Lian
Yang Li Lian (* 26. Januar 1993) ist eine malaysische Badmintonspielerin. 

## Karriere
Yang Li Lian gewann bei der Junioren-Badmintonasienmeisterschaft 2010 Bronze im Damendoppel mit Sonia Cheah Su Ya. Im gleichen Jahr nahm sie an den Juniorenweltmeisterschaften teil und erkämpfte sich dort Bronze mit dem malaysischen Team. Ein Jahr später gewann sie Silber und Bronze bei den Commonwealth Youth Games. Bei den nationalen Titelkämpfen belegte sie 2010, 2011 und 2013 jeweils Rang drei im Dameneinzel.